# The Witching Hour

The Witching Hour est un film américain réalisé par Henry Hathaway, sorti en 1934.

## Synopsis
Alors que Jack Brookfield organise une réunion de joueurs la nuit dans sa maison du Kentucky, sa fille Nancy reçoit fréquemment la visite du jeune architecte nordiste Clay Thorne, avec lequel elle se fiance. Sa mère, une vieille amie de Brookfield, arrive de Baltimore pour sauver son fils du vice du jeu, mais lorsque Brookfield lui montre son fils et sa fille dans le jardin, elle est ravie. Brookfield annonce aux messieurs que, pour cette soirée, le jeu est terminé plus tôt que prévu, en raison d'un sentiment qu'il éprouve.
Après le départ de tous, le vieil ami et client de Brookfield, Lew Ellinger, propose de jouer au poker. Mais Brookfield répond qu'il n'est pas un joueur. Ellinger distribue quand même les cartes. À son grand étonnement, Brookfield lui dit exactement ce qu'il a en main. Lorsque cela est répété une deuxième fois, Brookfield lui dit qu'il ne peut pas dire quelles cartes il a si Ellinger ne les regarde pas. Lorsque cette deuxième fois il dit à nouveau la carte qu'Ellinger a, Ellinger demande à Brookfield comment il fait. Brookfield ne sait pas comment il fait, mais il ne joue pas à cause de ce cadeau, ce qui attriste Ellinger.
Pendant ce temps, le chef de la police (Frank Sheridan) rassemble ses hommes pour faire une descente chez Brookfield. Mais à leur arrivée, ils ne trouvent aucune trace d'activité de jeu.
Après que Nancy s'est couchée pour la nuit, Clay est terrifié lorsqu'il voit une bague en forme d'il de chat (mise en garantie par Lew) au doigt de Brookfield. Cela amène Brookfield à mettre en doute la virilité de Clay.
Par la suite, Brookfield reçoit la visite de Frank Hardmuth (Ralf Harolde). Ce dernier a une dent contre lui et est déterminé à montrer qu'il est le patron de la ville. Lorsque Hardmuth déclare qu'il est assez bon pour Nancy, Brookfield le frappe et lui dit qu'un jour un homme entrera dans son bureau et le tuera. Clay l'entend par hasard. Brookfield lui dit, après le départ de Hardmuth, que sa peur est absurde. Il hypnotise le jeune homme sans s'en rendre compte.
Le juge Martin Prentice (Guy Standing) est le dernier visiteur de Brookfield cette nuit-là. Brookfield trouve en lui une personne compréhensive à l'égard de son don. Prentice l'avertit d'être plus prudent lorsqu'il hypnotise les gens.
Clay se rend au bureau d'Hardmuth et le tue sans savoir ce qu'il fait. Ses proches cherchent un avocat de la défense, mais personne ne prend l'hypnotisme au sérieux ou ne croit qu'il puisse constituer un motif de défense. Finalement, ils pensent au juge Prentice, qui est à la retraite, mais qui comprendrait certainement comment gérer l'affaire. Prentice ne veut pas accepter l'affaire, mais le fantôme de Margaret Price, la mère de Mme Thorne et l'amour de Prentice, le persuade de changer d'avis. Le procès se passe mal pour la défense ; même le témoignage du Dr von Strohn, un éminent expert en hypnose, ne peut renverser la vapeur. Finalement, en désespoir de cause, Prentice demande à Brookfield d'hypnotiser le président du jury, ouvertement sceptique, pour qu'il tire sur le procureur (l'arme est à blanc). Le jury rend le verdict "non coupable", et Clay est un homme libre.

## Fiche technique
- Titre original : The Witching Hour
- Réalisation : Henry Hathaway
- Scénario : Anthony Veiller, d'après la pièce de théâtre éponyme d'Augustus Thomas, créée le 18 novembre 1907 à Broadway
- Photographie : Ben Reynolds
- Son : Harold Lewis
- Montage : Jack Dennis
- Musique : John Leipold
- Production : Anthony Veiller
- Production : exécutive : Emanuel Cohen
- Société de production : Paramount Productions, Inc.
- Société de distribution : Paramount Productions, Inc.
- Pays de production :  États-Unis
- Langue originale : anglais
- Format : noir et blanc — 35 mm — 1,37:1 — son Mono (Western Electric Noiseless Recording)
- Genre : drame
- Durée : 63 minutes
- Date de sortie : 
  - États-Unis : 27 avril 1934

## Distribution
- Guy Standing : Juge Martin Prentice
- John Halliday : Jack Brookfield
- William Frawley : président du jury
- Judith Allen : Nancy Brookfield
- Tom Brown : Clay Thorne
- Olive Tell : Mme Helen Thorne
- Richard Carle : Lew Ellinger
- Ralf Harolde : Frank Hardmuth
- Purnell Pratt : procureur
- Frank Sheridan : chef de la police
- Gertrude Michael : Margaret Price
- Ferdinand Gottschalk : Dr von Strohn

Acteurs non crédités
- John Larkin : Clarence
- George Reed : maître d'hôtel de Prentice

## Autour du film
La pièce d'Augustus Thomas avait aussi inspiré deux films auparavant : 
- en 1916, The Witching Hour de George Irving avec C. Aubrey Smith et Marie Shotwell
- en 1921, The Witching Hour de William D. Taylor avec Elliott Dexter et Winter Hall.